# Bremslüftgerät
Bremslüftgeräte sind Bestandteile von Sicherheitsbremsen in Fördertechnik und Fahrzeugbau.
(Der Wortbestandteil „…lüft…“ hat in diesem Fall nichts mit Luftzufuhr zu tun, sondern leitet sich vom mittelhochdeutsch lüften = in die Höhe heben ab.)
Sicherheitsbremsen werden im Normalzustand durch eine Feder oder Gewichte in Bremsstellung gehalten. Nur während bestimmter Vorgänge, zum Beispiel während eines definierten Hub- oder Verfahrvorganges, wird die Kraft dieser Bremseinrichtung durch eine Bremsenlüfteinrichtung überwunden und die Bremse wird gelöst. Diese Bremslüftgeräte gibt es in verschiedenen Ausführungen für unterschiedliche Einsatzbedingungen. Im Störungsfall (z. B. Stromausfall) bleiben die Bremsen geschlossen oder werden durch Federn oder Gewichte ausgelöst.
Ein bekanntes Beispiele dieser Sicherheitsbremse in Form einer Doppelbackenbremse findet sich in der Bahntechnik. Die erforderliche Druckkraft wird hier von einer Feder erzeugt. Die erforderliche Mechanik zum Lösen der Bremse wird mit Druckluft betrieben.

## Auslegung
Die maßgeblichen Parameter und damit Auswahlkriterien der Bremslüftgeräte sind die zu erbringende Lüftarbeit (WL), der Lüfthub (hL), die Lüftkraft (FL) sowie die Schalthäufigkeit und die Relative Einschaltdauer ED.

## Bauformen
Die wichtigsten Bremslüftgeräte sind:
Magnetbremslüfter:

Sie arbeiten nach dem elektromagnetischen Prinzip. Zur Dämpfung der starken Arbeitsstöße sind Luftdämpfungskolben gebräuchlich.
Verschiebeankerbremsmotor:

Er stellt eine Verbindung von Antriebsmotor, Bremse und Bremslüftgerät dar und arbeitet ebenfalls nach dem elektromagnetischen Prinzip. Anwendung findet diese Bauart zum Beispiel bei Elektrozügen. Sie zeichnet sich durch sehr kurze Einfall- und Öffnungszeiten der Bremse aus.
Motordrücker:

Der Motordrücker arbeitet nach dem elektromotorischen Prinzip. Ein Elektromotor treibt ein Fliehkraftlenkersystem an, das die Fliehkraft in eine Hubkraft umwandelt und damit ein Lüftergestänge betätigt. Nach dem Ausschalten des Motors drückt die Bremsfeder das Gestänge zurück und schließt damit wieder die Bremse. Durch die Integration der Bremsfeder in das Lüftgerät ergibt sich eine vereinfachte Bauform.

Vorteile dieser Bauart sind eine beliebige Einbaulage und sanftes Arbeiten. Hohe Einschaltdauer und große Schalthäufigkeit sind möglich.
Eldrogeräte:

Diese Bremslüftgeräte arbeiten nach dem elektrohydraulischen Prinzip. Nach dem Einschalten des Elektromotors fördert eine Kreiselpumpe Hydrauliköl aus einer Kammer in einen Zylinder und drückt dadurch einen Kolben mit der daran befestigten Schubstange heraus, wodurch die Bremse gelüftet wird. Die Bremse bleibt so lange geöffnet, wie der Motor eingeschaltet ist. Nach dem Ausschalten wird die Hydraulikflüssigkeit durch die Federkraft mit dem Kolben in die Kammer zurückbefördert und die Bremsbacken zusammengedrückt. Die Bremskraft baut sich gleichmäßig auf.
Vorteile der elektrohydraulischen Bremslüftgeräte sind:
- Ein nahezu stoßfreier, kontinuierlicher Aufbau der Bremswirkung;
- Konstante Schubkraft unabhängig von der Kolbenstellung;
- Keine Überlastung und Nachstellen der Bremspunkte infolge von Bremsbelagverschleiß;
- Hohe Einschaltdauer und große Schalthäufigkeit.

Elektrohydraulische Geräte vereinigen alle Elemente einer hydraulischen Anlage in einer Baueinheit. Sie bestehen aus einer Hydraulikpumpe mit elektrischem Antriebsmotor, aus einem Hydraulikleitsystem und einem Arbeitszylinder mit Kolben und Hubstange. Das Hydraulikmedium zirkuliert im Gehäuse. Bremslüftgeräte sind Niederdruck-Hydrauliksysteme. Die Ansprüche an Bremslüftgeräte werden in DIN 15435 geregelt.
Spindellüftgerät:
Diese Bauart wird heute kaum noch eingesetzt. Das Lösen der Bremsbacken erfolgt mit einem Spindelantrieb.